# Municipio de Walnut Grove (condado de Wilkes)
El municipio de Walnut Grove (en inglés: Walnut Grove Township) es un municipio ubicado en el  condado de Wilkes en el estado estadounidense de Carolina del Norte. En el año 2010 tenía una población de 1.223 habitantes.

## Geografía
El municipio de Walnut Grove se encuentra ubicado en las coordenadas 36°21′59.47″N 81°6′39.3″O / 36.3665194, -81.110917.